# ناصر خالقی
ناصر خالقی وزیر کار و امور اجتماعی دولت دوم سید محمد خاتمی و عضو جبهه مشارکت ایران اسلامی و نماینده مردم اصفهان و ورزنه  در مجلس ششم بود.
مینو خالقی، نامزد منتخبِ مردم اصفهان در انتخابات دورهٔ دهم مجلس شورای اسلامی که پس از انتخابات از سوی شورای نگهبان ردِ صلاحیت شده و آرایَش باطل اعلام گردید، دختر برادر اوست.